# Weltärztebund
Der Weltärztebund (World Medical Association, WMA) ist ein Zusammenschluss nationaler Ärzteverbände. Er wurde 1947 gegründet und repräsentiert 115 nationale Berufsvereinigungen. Auch einzelne Ärzte können als assoziierte Mitglieder beitreten. Der Weltärztebund versucht, einen hohen ethischen Standard im Gesundheitswesen zu fördern sowie Ärzten in Form von Deklarationen und Stellungnahmen ethische Leitlinien an die Hand zu geben. Deutsches Mitglied ist die Bundesärztekammer in Berlin.

## Geschichte
Im Juli 1945 fand in London ein informelles Treffen von Ärzten aus verschiedenen Ländern statt. Sie berieten über eine Nachfolgeorganisation zur L'Association Professionelle Internationale des Médecins. Diese war 1926 gegründet worden, hatte aber ihre Arbeit mit dem Beginn des Zweiten Weltkriegs eingestellt. Am 18. September 1947 trafen sich Vertreter 28 nationaler Ärzteorganisationen zur ersten Generalversammlung der World Medical Association in Frankreich. Das Sekretariat, das ursprünglich seinen Sitz in New York hatte, zog 1974 nach Ferney-Voltaire in Frankreich um.
Die westdeutschen Ärzte waren seit 1951 durch die Arbeitsgemeinschaft der Westdeutschen Ärztekammern im Weltärztebund vertreten, nachdem dieser Zusammenschluss auf der Basis der Dokumentation Doctors of Infamy. The story of the Nazi medical crimes (1947/1949) beziehungsweise Wissenschaft ohne Menschlichkeit. Medizinische und Eugenische Irrwege unter Diktatur, Bürokratie und Krieg (1949) und einer Rede von Hans Neuffer 1950 in Kopenhagen in den Weltärztebund aufgenommen worden war.

## Deklarationen
Bekannte Beschlüsse sind das 1948 verfasste Genfer Ärztegelöbnis und die Deklaration von Helsinki aus dem Jahre 1964. Diese Kerndeklarationen zu ethischen Grundsätzen ärztlichen Handelns wurden auf verschiedenen Generalversammlungen um Stellungnahmen zu Menschenversuchen, Organtransplantation, In-vitro-Fertilisation, Gentherapie, Gentechnologie und Sterbehilfe fortgeschrieben und ergänzt. Die Sammlung der Erklärungen und Deklarationen des Weltärztebundes umfasst weitere ethische und soziale Themen aus dem ärztlichen Berufsfeld, z. B. zur Definition des Todeszeitpunkts, zum Schwangerschaftsabbruch, zum Verbot der Mitwirkung an körperlichen Bestrafungen, die Erklärung zum Gebrauch und Missbrauch psychotroper Medikamente, Erklärungen zum Risiko des Tabakkonsums, zu Problemen der Umwelt und Demographie und einzelne Resolutionen zu Menschenrechtsverletzungen in verschiedenen Ländern.
Weniger bekannt als die beiden oben genannten Deklarationen ist der internationale Medizinethik-Kodex (International Code Of Medical Ethics, ICoME). Beschlossen 1949 wurde er viermal revidiert, zuletzt im Jahr 2022 durch einstimmigen Beschluss der Generalversammlung in Berlin. Angesichts von Globalisierung und Umweltzerstörung waren neue Punkte aufgenommen worden wie Gerechtigkeit und Fairness im Gesundheitswesen zu fördern, Ressourcen verantwortungsvoll einzusetzen, sowie Gesundheitsversorgung und Umweltverträglichkeit zu vereinbaren. Ärzte sind nicht verpflichtet Behandlungen durchzuführen, die ihren moralischen Überzeugungen widersprechen, auch dann nicht, wenn diese legal sind.

## Jährliche Generalversammlung
Beschlussorgan der Organisation ist die jährliche Generalversammlung, in die Vertreter der nationalen Berufsvereinigungen sowie der assoziierten Mitglieder entsandt werden. 
Die 66. Generalversammlung fand 2015 in Moskau statt. Im Oktober 2016 tagte die 67. Generalversammlung in Taipeh. 2022 tagte die Generalversammlung in Berlin.

## Leitung
Der ehemalige Präsident des nigerianischen Ärzteverbandes, Dr. Osahon Enabulele, hat die Präsidentschaft des WMA für die Amtszeit 2022/2023 übernommen. Für die Amtszeit 2023/2024 wurde die Notfallmedizinerin und Expertin für Global Health, Dr. Lujain Alqodmani vom kuwaitischen Ärzteverband im Oktober 2022 als Präsidentin gewählt. Seit Oktober 2024 ist Dr. Ashok Philip, Facharzt für Innere Medizin und ehemaliger Präsident des Malaysischen Ärzteverbandes, Präsident des WMA.
Frank Ulrich Montgomery wurde auf der Sitzung des Rates des Weltärztebundes am 25. April 2019 in Santiago de Chile für zwei Jahre zum Ratsvorsitzenden („Chair of Council“) gewählt. Im April 2021 wurde er für zwei weitere Jahre wiedergewählt. Im April 2023 übernahm der Koreaner Jungyul Park den Vorsitz.
Otmar Kloiber ist Generalsekretär des Weltärztebundes und führt damit die operationellen Einheiten des Weltärztebundes.

## WMA-Generalsekretäre
- 1947–1961: Louis H. Bauer, USA
- 1961: Heinz Lord, Deutschland
- 1961–1965: Harry S. Gear, Südafrika
- 1965–1973: Alberto Z. Romualdez, Philippinen
- 1973–1976: William Refshauge, Australien
- 1976–1993: André Wynen, Belgien
- 1994–1997: Ian T. Field, Großbritannien
- 1997–2004: Delon Human, Südafrika
- seit 2005: Otmar Kloiber, Deutschland[17]